# Bipolaron
Bipolaron je kvazidelec, ki je sestavljata dva vezana polarona.

## Bipolaron v fiziki
Kadar sta dva polarona blizu drug drugemu, lahko znižata energijo tako, da skupaj uporabita iste motnje v kristalni mreži. To povzroči, da se medsebojno privlačita in nastane bipolaron. Kadar je medsebojni vpliv velik, pride do vezanega bipolarona. Majhni bipolaroni imajo celoštevilčni spin in jih zaradi tega prištevamo mod bozone. Če imamo večje število bipolaronov, ki niso preblizu drug drugemu, lahko rečemo, da tvorijo Bose-Einsteinov kondenzat. Predvidevajo, da bipolaroni povzročajo superprevodnost.

## Bipolaron v organski kemiji
V organski kemiji je bipolaron molekula ali del molekularne verige, ki ima dva pozitivna naboja na dveh konjugiranih koncih molekule. Naboja se lahko nahajata v središču verige ali molekule ali v enem izmed njenih koncev. 

Bipolarone in polarone lahko najdemo v prevodnih polmerih, ki jih dopiramo, kot je na primer politiofen.